# 李良生
李良生（1968年1月—），男，汉族，河北阜城人。中华人民共和国政治人物。1990年7月参加工作，1988年4月加入中国共产党。曾任中华人民共和国交通运输部水运局副局长、人事劳动司副司长、人事教育司司长等职，曾任中华人民共和国水利部副部长。现任国家消防救援局党委书记、政委。